# Hưng Đạo, Hà Nội
Hưng Đạo là một xã ngoại thành nằm ở phía Tây Nam thành phố Hà Nội, Việt Nam.

## Vị trí địa lý và hành chính
Xã Hưng Đạo có vị trí địa lý:
- Phía Bắc giáp xã Quốc Oai và xã An Khánh với ranh giới là sông Đáy
- Phía Tây giáp xã Kiều Phú
- Phía Nam giáp xã Phú Nghĩa và phường Chương Mỹ
- Phía Đông giáp phường Yên Nghĩa với ranh giới là sông Đáy

Xã Hưng Đạo chia thành 11 thôn: Cộng Hòa, Đại Tảo, Độ Chàng, Đồng Lư, Dương Cốc, Hạ Hòa, Phú Hạng, Tân Hòa, Tình Lam, Yên Nội, Yên Quán.

## Lịch sử
Ngày 1 tháng 1 năm 2025, Ủy ban Thường vụ Quốc hội ban hành Nghị quyết số 1286/NQ-UBTVQH15 trong đó về việc hợp nhất 2 xã Đại Thành và Tân Phú thành xã Hưng Đạo.
Ngày 16 tháng 6 năm 2025, Ủy ban Thường vụ Quốc hội ban hành Nghị quyết số 1656/NQ-UBTVQH15 trong đó về việc sắp xếp toàn bộ diện tích tự nhiên, quy mô dân số của các xã Cộng Hòa, Đồng Quang, Hưng Đạo (huyện Quốc Oai cũ) thành xã mới có tên gọi là xã Hưng Đạo.